# Coda
Coda je petnaesta epizoda treće sezone američke znanstveno-fantastične serije Zvjezdane staze: Voyager.

## Radnja
Nakon što se Chakotay i Janeway sruše šatlom s površinu planeta, Chakotay zaključi da su ih možda srušili Vidijanci. Uskoro se i uvjerava u to kada ih napadne i ubije grupa Vidijanaca. No, odjednom, oni su ponovo u svome šatlu i napadaju ih Vidijanci. Šatl eksplodira trenutak prije nego što se spuste, a oni se ponovo nađu u šatlu.
Vjerujući da se nalaze u vremenskoj petlji, dvoje časnika pozovu Voyager i namame Vidijance. No, na brodu, Chakotay odbacuje bilo kakve tvrdnje o vremenskoj petlji. Doktor pregledava kapetanicu i utvrđuje da boluje od Vidijanske bolesti - faga. On ju odlučuje eutanazirati protiv njene volje, ali kapetanica se ponovo nađe u šatlu zajedno s Chakotayom. Šatl još jedanput eksplodira i sljedeće što kapetanica vidi je da na planetu leži mrtva, a Chakotay tuguje nad njenim tijelom.
Vrativši se na Voyager s Chakotayom, Janeway otkriva da ju nitko ne vidi ni ne čuje. U bolnici Doktor pokušava oživjeti njeno mrtvo tijelo, no ne uspijeva, ali Kes uspijeva osjetiti kapetanicu svojim telepatskim sposobnostima. Posada se pita da li je kapetanica možda izgubljena u alternativnim dimenzijama. Dok Janeway iznenadno dolazi u kontakt sa svojim preminulim ocem, on joj objašnjava da ona nije uistinu poginula u nesreći šatla i da bi se trebala prepustiti smrti. U međuvremenu, nakon nekoliko neuspješnih dana u kojima su pokušali doći do kapetanice, posada je organizirala misu zadušnicu.
Janeway govori svome ocu da još nije spremna napustiti svoju posadu i odjednom osjeti kako se nalazi u svome tijelu i vidi Doktora kako ju pokušava spasiti. Njen otac joj govori da halucinira i nagovara ju da odustane. Janeway zna da ju njen otac ne bi nagovarao na nešto što ona ne želi, čime zaključuje da je neko strano biće samo uzelo lik njenog oca kako bi ju namamilo u smrt. I doista, prisutnost stranog bića je okupiralo njen mozak, a sada kada je ona svjesna njegove prisutnosti, Janeway dolazi svijesti i polako se oporavlja od ozljeda koje je zadobila u nesreći.

## Pozadinske informacije
- Radni naslov epizode bio je "Fraktali".[1] Riječ "coda" je talijanska riječ koja označava "rep" ili "kraj", te se često koristi u glazbenom zapisu.
- Neke dijelove priče – uključujući detalje smrti admirala Janewaya utapanjem i spomene članova njihove obitelji - Jeri Taylor posudio je iz vlastite novele Mosaic, koja gvori o životu i karijeri Kathryn Janeway.[2]
- Završni nacrt teksta podnesen je 29. listopada 1996.[1]
- Uniforma koju nosi admiral Janeway slična je nekorištenoj uniformi napravljenoj za Zvjezdane staze: Generacije, iako bez povišenog ovratnika i zlatne podstave.
- VFX za anomaliju koju Janeway i Chakotay vide u šatlu već je korištena u TNG epizodi All good things...
- Admiral Janeway nosi komunikator iz Voyager ere (2371. godina), iako je umro prije 2358. godine. Stoga je trebao nositi komunikator iz Nove generacije i prve dvije sezone DS9-a

## Glumačka postava
- Kate Mulgrew kao kapetanica Kathryn Janeway

- Robert Beltran kao zapovjednik  Chakotay
- Roxann Biggs-Dawson kao poručnica B'Elanna Torres
- Jennifer Lien kao Kes
- Robert Duncan McNeill kao poručnik Tom Paris
- Ethan Phillips kao Neelix
- Robert Picardo kao Doctor
- Tim Russ kao poručnik Tuvok
- Garrett Wang kao zastavnik Harry Kim

### Gostujuće uloge
- Len Cariou kao admiral Janeway

## Vanjske poveznice
- Coda na startrek.com